# Jieshou
Jieshou, tidigare romaniserat Kaishowtsi, är en stad på häradsnivå som ligger inom Fuyangs stad på prefekturnivå i provinsen Anhui i östra Kina. Den ligger omkring 240 kilometer nordväst om provinshuvudstaden Hefei.
Jieshou är indelat i tre stadsdelsdistrikt, tolv köpingar och tre socknar.
Stadsdelsdistrikt (jiedao):

- Dongcheng (东城街道)
- Xicheng (西城街道)
- Yingnan (颍南街道)

Köpingar (zhen):

- Dahuang (大黄镇)
- Daiqiao (代桥镇)
- Guangwu (光武镇)
- Guji (顾集镇)
- Lucun (芦村镇)
- Quanyang (泉阳镇)
- Shuzhuang (舒庄镇)
- Taomiao (陶庙镇)
- Tianying (田营镇)
- Wangji (王集镇)
- Xinmaji (新马集镇)
- Zhuanji (砖集镇)

Socknar (xiang):

- Bingji (邴集乡)
- Jinzhai (靳寨乡)
- Renzhai (任寨乡)